# 8ª Squadriglia
La 8ª Squadriglia è attiva dal 26 aprile 1916 ad Comina (Friuli-Venezia Giulia) con aerei Caproni.

## Storia

### Prima guerra mondiale
Il reparto nasce il 25 marzo 1916 sul campo volo della Comina (Friuli-Venezia Giulia) inquadrato nel Comando Battaglione Aviatori comandata dal Capitano pilota Luigi Govi ed altri 5 piloti tra cui il soldato Gino Lisa.
Il 26 aprile arrivano 3 Caproni ed il 20 giugno il Ca. di Govi attacca l'Aeroporto di Cirè, viene attaccato da 5 biplani ed il mitragliere Massimo Bianchetti alla reazione vede un aereo scendere in picchiata.
Il 1º agosto partecipa con 4 Ca. al bombardamento del Silurificio Whitehead di Fiume con il IV Gruppo e la 10ª Squadriglia da bombardamento "Caproni".
Alla fine di agosto l'unità dispone di 4 Ca., 8 piloti, un osservatore e 3 mitraglieri ed il 13 settembre attaccano il cantiere idrovolanti di Trieste.
Ai primi di dicembre il reparto dispone di 4 Ca., 8 piloti tra cui i Tenenti Luigi Gori, Maurizio Pagliano ed Amerigo Contini, un osservatore e 3 mitraglieri.
Il 25 aprile 1917 il comando passa al Cap. Cesare Darby ed il 10 maggio 2 Caproni colpiscono la Stazione di San Daniele del Carso ed un terzo equipaggio bombarda di notte Pola con 10 bombe ed al rientro la Stazione di San Daniele del Carso con 4 bombe.
Il 2 agosto 4 Ca, partecipano al bombardamento notturno di Pola con l'osservatore Gabriele D'Annunzio che torna anche il 3 e 9 agosto con Gori e Pagliano.

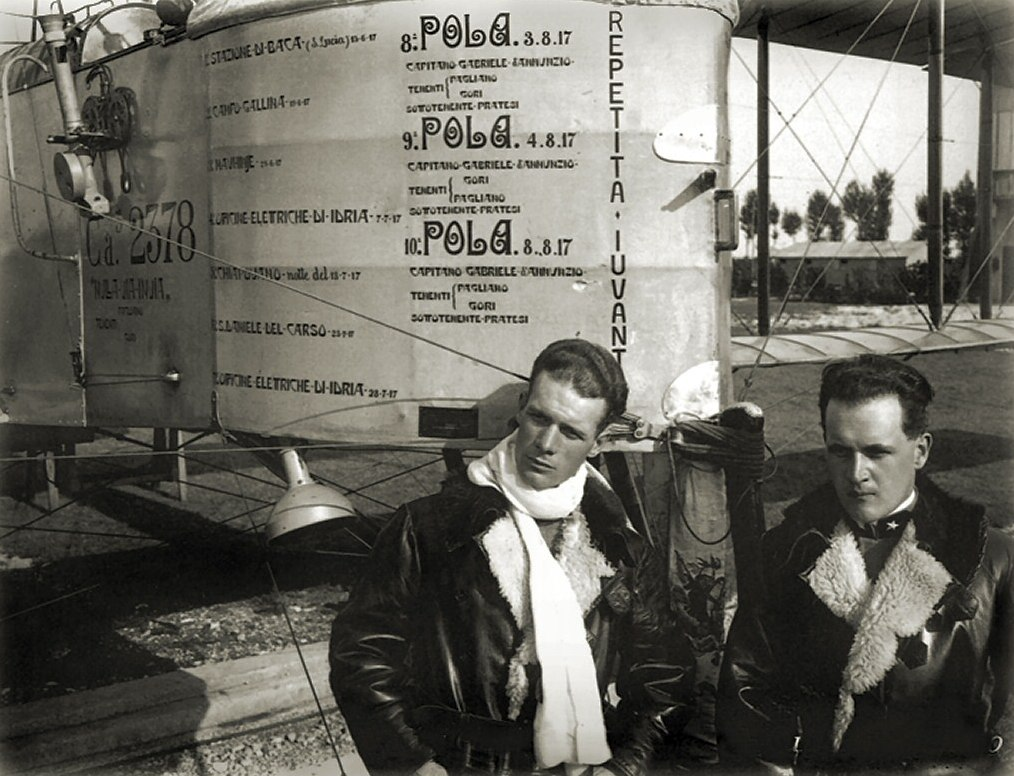
Maurizio Pagliano e Luigi Gori davanti al loro bombardiere Caproni Ca.3 che reca, sul muso, le date delle missioni su Pola.

Alla fine di agosto l'unità dispone di 4 Ca., 10 piloti, un osservatore e 8 mitraglieri ed il 4 settembre nell'attacco di Pola al rientro un Ca viene attaccato da un idrovolante sulle Isole Brioni causando un atterraggio in emergenza dopo il Tagliamento.
Nell'ambito della Battaglia di Caporetto il 25 ottobre bombardano Grahovo ob Bači ed un Ca. non rientra atterrando nelle linee austriache.
Il 2 novembre il reparto ripiega a San Pelagio (Due Carrare) e nel gennaio 1918 la squadriglia dispone di 5 Ca., 6 piloti, 4 osservatori e 6 mitraglieri.
Ai primi di marzo il comando passa al Cap. Cesare Peraglie ed il 17 luglio colpiscono di giorno Pola.
Ad agosto il reparto dispone di 4 Ca., 7 piloti tra cui 2 dell'American Expeditionary Forces, 2 osservatori e 3 mitraglieri.
Nell'ambito della Battaglia di Vittorio Veneto il 30 ottobre sganciano bombe sulla rotabile Sacile-Pordenone.
Alla fine delle ostilità rimane con 3 Ca., 9 piloti, 5 osservatori e 6 mitraglieri.
Al 20 aprile 1919 disponeva di 13 Caproni Ca.33 ed un Caproni Ca.44. Nel 1922 era nel IV Gruppo del Raggruppamento da Bombardamento.

### Regia Aeronautica
Alla fine del 1925 era nel XXV Gruppo BN con i Caproni Ca.36 della Regia Aeronautica al Campo della Promessa di Lonate Pozzolo e dal 1926 passa sui Caproni Ca.73.

### Guerra d'Etiopia
Il 27 dicembre 1934 l’8ª Squadriglia della Regia Aeronautica viene mobilitata nell'ambito della Guerra d'Etiopia. Il 19 gennaio 1935 tutto il personale del reparto parte per Genova dove si imbarca per Massaua. Il 9 marzo l'unità si trasferisce in volo dall’aeroporto di Massaua a Mogadiscio (oggi Aeroporto Internazionale Aden Adde) inquadrata nel XXV Gruppo del 7º Stormo con 10 Caproni Ca.101bis.
Al 15 gennaio 1936 è ancora a Mogadiscio.

### Africa Orientale Italiana
Anche dopo la proclamazione dell'Africa Orientale Italiana l'8 agosto 1936 sgancia 12 bombe C500T all'Iprite su Adola ed il monte Kuni e l'11 agosto 6 sul Monte Kuni.
Al 1º ottobre 1936 è nel XXV Gruppo autonomo dell'Aeroporto di Neghelli.

### Seconda guerra mondiale
Al 10 giugno 1940 è nel 25º Gruppo con 8 Fiat B.R.20 a Ghemme ed in AOI era a Gabuen con 6 Caproni Ca.133.